# Megaselia deficiens
Megaselia deficiens är en tvåvingeart som beskrevs av Borgmeier 1962. Megaselia deficiens ingår i släktet Megaselia och familjen puckelflugor. Inga underarter finns listade i Catalogue of Life.